# 1233
سنة 1233 كانت سنة بسيطة تبدأ يوم السبت (الرابط يظهر نموذج التقويم الكامل للسنة) من التقويم اليولياني.

## أحداث
- 28 ديسمبر: تأسيس مدينة تورون وتقع حاليا في بولندا.

## مواليد
- إدريس المأمون.
- إليانور من بروفانس.
- ابن القف الكركي.
- يحيى بن شرف النووي.

## وفيات
- ابن الأثير الجزري.
- بوهيموند الرابع.
- سيف الدين الآمدي.
- فرديناند (كونت فلاندرز).
- مظفر الدين كوكبوري.